# Éva Csulik
Éva Csulik (Békéscsaba, 5 april 1954) is een voormalig Hongaars handbalspeelster.

## Carrière
Csulik pakte met Hongarije een bronzen medaille op het WK 1978 in Tsjecho-Slowakije. Daarnaast maakte ze ook deel uit van de ploeg die deelnam aan de Olympische Spelen in 1980 in Moskou.